# Йоан Беналуан
Йоа́н Беналуа́н (фр. Yohan Benalouane, нар. 28 березня 1987, Баньоль-сюр-Сез, Франція) — французький і туніський футболіст, захисник італійської «Новари».

## Клубна кар'єра
Вихованець юнацьких команд футбольних клубів «Трікастен», «Боллен» та «Сент-Етьєн».
У дорослому футболі дебютував 2007 року виступами за команду клубу «Сент-Етьєн», в якій провів три сезони, взявши участь у 65 матчах чемпіонату. Більшість часу, проведеного у складі «Сент-Етьєна», був основним гравцем захисту команди.
Своєю грою за цю команду привернув увагу представників тренерського штабу клубу «Чезена», до складу якого приєднався 2010 року. Відіграв за чезенську команду наступні два сезони своєї ігрової кар'єри.
2012 року уклав контракт з клубом «Парма», у складі якого провів наступні два роки своєї кар'єри гравця.
3 січня 2014 року перейшов в інший клуб із Серії А «Аталанту». За «Аталанту» зіграв 44 матчі і забив 1 гол у чемпіонаті Італії.
3 серпня 2015 року за 8 мільйонів євро перейшов в англійський «Лестер Сіті», підписавши контракт на 4 роки. 8 серпня в матчі проти «Сандерленда» дебютував у Прем'єр-лізі Англії. Проте закріпитись у складі «лисів» француз так і не зміг, зігравши до кінця року лише 4 матчі у чемпіонаті, через що 1 лютого 2016 року був відданий в оренду до кінця сезону в «Фіорентину». В італійській команді, утім, за півроку жодної офіційної гри не провів.
Повернувшись влітку 2016 року до «Лестер Сіті» знову програв конкуренцію за місце в основному складі команди, лише епізодично виходячи на поле. В сезоні 2017/18 взагалі заніс до свого активу лише п'ять матчів, з них лише один у Прем'єр-лізі. У наступному сезоні взагалі жодного разу не потрапив до заявки на матч із основним складом, внаслідок чого в січні 2019 погодився перейти до команди Чемпіоншипа «Ноттінгем Форест».

## Виступи за збірні
2008 року залучався до складу молодіжної збірної Франції. На молодіжному рівні зіграв в одному офіційному матчі.
Згодом Йоанн вибрав виступи за національну збірну Тунісу, але він двічі відмовився від участі в матчах збірної, сподіваючись, що його викличе головний тренер французької збірної Лоран Блан. За такі дії ФІФА зробили попередження гравцю.
Врешті-решт дебютував за африканську збірну лише за вісім років після першого виклику — у березні 2018 року. Втім у травні того ж року був включений до її заявки для участі у чемпіонаті світу 2018.

## Статистика виступів

### Статистика клубних виступів
Станом на 1 серпня 2019 року
| Сезон                   | Команда                 | Чемпіонат               | Чемпіонат | Чемпіонат | Національний кубок | Національний кубок | Національний кубок | Континентальні кубки | Континентальні кубки | Континентальні кубки | Інші змагання | Інші змагання | Інші змагання | Усього | Усього |
| Сезон                   | Команда                 | Ліга                    | Ігор      | Голів     | Ліга               | Ігор               | Голів              | Ліга                 | Ігор                 | Голів                | Ліга          | Ігор          | Голів         | Ігор   | Голів  |
| ----------------------- | ----------------------- | ----------------------- | --------- | --------- | ------------------ | ------------------ | ------------------ | -------------------- | -------------------- | -------------------- | ------------- | ------------- | ------------- | ------ | ------ |
| 2007–08                 | «Сент-Етьєн»            | Л1                      | 6         | 0         | КФ+КЛ              | ?+?                | ?+?                | -                    | -                    | -                    | -             | -             | -             | 6      | 0      |
| 2008–09                 | «Сент-Етьєн»            | Л1                      | 29        | 1         | КФ+КЛ              | 1+1                | 0+0                | КУЄФА                | 9                    | 1                    | -             | -             | -             | 40     | 2      |
| 2009–10                 | «Сент-Етьєн»            | Л1                      | 29        | 1         | КФ+КЛ              | 3+1                | 0+0                | -                    | -                    | -                    | -             | -             | -             | 33     | 1      |
| 2010                    | «Сент-Етьєн»            | Л1                      | 1         | 0         | КФ+КЛ              | 0+0                | 0+0                | -                    | -                    | -                    | -             | -             | -             | 1      | 0      |
| Усього за «Сент-Етьєн»  | Усього за «Сент-Етьєн»  | Усього за «Сент-Етьєн»  | 65        | 2         |                    | 6                  | 0                  |                      | 9                    | 1                    |               |               |               | 80     | 3      |
| 2010–11                 | «Чезена»                | A                       | 16        | 0         | КІ                 | 1                  | 0                  | -                    | -                    | -                    | -             | -             | -             | 17     | 0      |
| 2011–12                 | «Чезена»                | A                       | 11        | 0         | КІ                 | 3                  | 1                  | -                    | -                    | -                    | -             | -             | -             | 14     | 1      |
| 2012                    | «Чезена»                | B                       | 0         | 0         | КІ                 | 2                  | 0                  | -                    | -                    | -                    | -             | -             | -             | 2      | 0      |
| Усього за «Чезену»      | Усього за «Чезену»      | Усього за «Чезену»      | 27        | 0         |                    | 6                  | 1                  |                      |                      |                      |               |               |               | 33     | 1      |
| 2012–13                 | «Парма»                 | A                       | 21        | 1         | КІ                 | 1                  | 0                  | -                    | -                    | -                    | -             | -             | -             | 22     | 1      |
| 2013-14                 | «Парма»                 | A                       | 4         | 0         | КІ                 | 1                  | 0                  | -                    | -                    | -                    | -             | -             | -             | 5      | 0      |
| Усього за «Парму»       | Усього за «Парму»       | Усього за «Парму»       | 25        | 1         |                    | 2                  | 0                  |                      |                      |                      |               |               |               | 27     | 1      |
| 2014                    | «Аталанта»              | A                       | 17        | 0         | КІ                 | 1                  | 0                  | -                    | -                    | -                    | -             | -             | -             | 18     | 0      |
| 2014–15                 | «Аталанта»              | A                       | 27        | 1         | КІ                 | 2                  | 0                  | -                    | -                    | -                    | -             | -             | -             | 29     | 1      |
| Усього за «Аталанту»    | Усього за «Аталанту»    | Усього за «Аталанту»    | 44        | 1         |                    | 3                  | 0                  |                      | -                    | -                    |               | -             | -             | 47     | 1      |
| 2015-січ.2016           | «Лестер Сіті»           | ПЛ                      | 4         | 0         | КА+КЛ              | 2+3                | 0+0                | -                    | -                    | -                    | -             | -             | -             | 9      | 0      |
| січ.-черв. 2016         | «Фіорентіна»            | A                       | 0         | 0         | КІ                 | -                  | -                  | ЛЄ                   | 0                    | 0                    | -             | -             | -             | 0      | 0      |
| 2016–17                 | «Лестер Сіті»           | ПЛ                      | 11        | 0         | КА+КЛ              | 2+3                | 0                  | ЛЧ                   | 2                    | 0                    | СІ            | 0             | 0             | 18     | 0      |
| 2017–18                 | «Лестер Сіті»           | ПЛ                      | 1         | 0         | КА+КЛ              | 3+1                | 0                  | -                    | -                    | -                    | -             | -             | -             | 5      | 0      |
| 2018–січ. 19            | ПЛ                      | 0                       | 0         | КА+КЛ     | 0+0                | 0                  | -                  | -                    | -                    | -                    | -             | -             | 5             | 0      |        |
| Усього за «Лестер Сіті» | Усього за «Лестер Сіті» | Усього за «Лестер Сіті» | 16        | 0         |                    | 12                 | 0                  |                      | 2                    | 0                    |               | -             | -             | 30     | 0      |
| січ.–чер. 2019          | «Ноттінгем Форест»      | Ч                       | 17        | 1         | КА+КЛ              | 0+0                | 0                  | -                    | -                    | -                    | -             | -             | -             | 17     | 1      |
| Усього за кар'єру       | Усього за кар'єру       | Усього за кар'єру       | 190       | 5         |                    | 25                 | 1                  |                      | 9                    | 1                    |               | -             | -             | 224    | 7      |

### Статистика виступів за збірну
Станом на 30 жовтня 2019 року
| Дата      | Місто     | Господарі  | Результат | Гості      | Турнір             | Голи | Примітки |
| --------- | --------- | ---------- | --------- | ---------- | ------------------ | ---- | -------- |
| 23-3-2018 | Радес     | Туніс      | 1 – 0     | Іран       | товариський матч   | -    |          |
| 27-3-2018 | Ніцца     | Туніс      | 1 – 0     | Коста-Рика | товариський матч   | -    | 90'      |
| 28-5-2018 | Брага     | Португалія | 2 – 2     | Туніс      | товариський матч   | -    |          |
| 9-6-2018  | Краснодар | Іспанія    | 1 – 0     | Туніс      | товариський матч   | -    | 78'      |
| 23-6-2018 | Москва    | Бельгія    | 5 – 2     | Туніс      | ЧС 2018 - 1-й етап | -    | 41'      |
| Усього    |           | Матчів     | 5         |            | Голів              | 0    |          |